# Mesostenus azerbajdzhanicus
Mesostenus azerbajdzhanicus är en stekelart som beskrevs av Abdinbekova 1961. Mesostenus azerbajdzhanicus ingår i släktet Mesostenus och familjen brokparasitsteklar. Inga underarter finns listade i Catalogue of Life.